# Kwantor (logica)
Een kwantor (soms wordt ook quantor gebruikt) is een taalelement in de wiskunde, in het bijzonder in de logica.
Kwantoren binden variabelen.

## Logische kwantoren
De twee belangrijkste kwantoren zijn de existentiekwantor "{\displaystyle \exists }" (of "E") en de universele kwantor "Ɐ" (of "A").
"{\displaystyle \exists x}", "{\displaystyle \exists x}{\displaystyle \mid }" of ook "{\displaystyle \exists x}{\displaystyle :}" betekent "Er bestaat een {\displaystyle x} (waarvoor geldt):" of ook "Voor sommige {\displaystyle x} (geldt):".

"{\displaystyle \forall y}", "{\displaystyle \forall y}{\displaystyle \mid }" of ook "{\displaystyle \forall y}{\displaystyle :}" betekent "Voor alle {\displaystyle y} (geldt):".
Formeler is dit ook zo voor te stellen:
| {\displaystyle {\text{Er}}} | {\displaystyle {\text{bestaat}}} | {\displaystyle {\text{een}}} |

| {\displaystyle {\text{waarvoor}}} | {\displaystyle {\text{geldt}}} |

| {\displaystyle {\text{Er}}} | {\displaystyle {\text{bestaat}}} | {\displaystyle {\text{een}}} |

| {\displaystyle {\text{waarvoor}}} | {\displaystyle {\text{geldt}}} |

| {\displaystyle {\text{Er}}} | {\displaystyle {\text{bestaat}}} | {\displaystyle {\text{een}}} |

| {\displaystyle {\text{waarvoor}}} | {\displaystyle {\text{geldt}}} |

| {\displaystyle {\text{Er}}} | {\displaystyle {\text{bestaat}}} | {\displaystyle {\text{een}}} |

| {\displaystyle {\text{waarvoor}}} | {\displaystyle {\text{geldt}}} |

| {\displaystyle {\text{Er}}} | {\displaystyle {\text{bestaat}}} | {\displaystyle {\text{een}}} |

| {\displaystyle {\text{waarvoor}}} | {\displaystyle {\text{geldt}}} |

| {\displaystyle {\text{Er}}} | {\displaystyle {\text{bestaat}}} | {\displaystyle {\text{een}}} |

| {\displaystyle {\text{waarvoor}}} | {\displaystyle {\text{geldt}}} |

| {\displaystyle {\text{Er}}} | {\displaystyle {\text{bestaat}}} | {\displaystyle {\text{een}}} |

| {\displaystyle {\text{waarvoor}}} | {\displaystyle {\text{geldt}}} |

| {\displaystyle {\text{Er}}} | {\displaystyle {\text{bestaat}}} | {\displaystyle {\text{een}}} |

| {\displaystyle {\text{waarvoor}}} | {\displaystyle {\text{geldt}}} |

| {\displaystyle {\text{Voor}}} | {\displaystyle {\text{alle}}} |

| {\displaystyle {\text{geldt}}} |

| {\displaystyle {\text{Voor}}} | {\displaystyle {\text{alle}}} |

| {\displaystyle {\text{geldt}}} |

| {\displaystyle {\text{Voor}}} | {\displaystyle {\text{alle}}} |

| {\displaystyle {\text{geldt}}} |

| {\displaystyle {\text{Voor}}} | {\displaystyle {\text{alle}}} |

| {\displaystyle {\text{geldt}}} |

| {\displaystyle {\text{Voor}}} | {\displaystyle {\text{alle}}} |

| {\displaystyle {\text{geldt}}} |

| {\displaystyle {\text{Voor}}} | {\displaystyle {\text{alle}}} |

| {\displaystyle {\text{geldt}}} |

| {\displaystyle {\text{Voor}}} | {\displaystyle {\text{alle}}} |

| {\displaystyle {\text{geldt}}} |

| {\displaystyle {\text{Voor}}} | {\displaystyle {\text{alle}}} |

| {\displaystyle {\text{geldt}}} |

Bij de existentiekwantor worden wel toevoegingen gebruikt zoals {\displaystyle \exists !x} (unieke existentiekwantor) en in mindere mate {\displaystyle \exists ^{=n}y} die respectievelijk betekenen "Er bestaat precies één {\displaystyle x} waarvoor geldt:" en "Er bestaan precies {\displaystyle n} verschillende {\displaystyle y} waarvoor geldt:".
In principe zijn dit slechts verkortingen. {\displaystyle \exists !x} is ook uit te drukken als
{\displaystyle \exists x\ B(x)\land (\forall y,z\ (B(y)\land B(z))\implies y=z))},
Met het teken voor "niet" ({\displaystyle \lnot }) kan in de klassieke logica de ene kwantor in de andere worden uitgedrukt:
1. {\displaystyle {\exists x\ A(x)}=\lnot {\forall x\ \lnot A(x)}}
2. {\displaystyle {\forall x\ A(x)}=\lnot {\exists x\ \lnot A(x)}}
Andere gelijkheden zijn:
3. {\displaystyle \exists x\ \lnot A(x)=\lnot \forall x\ A(x)}
4. {\displaystyle \lnot \exists x\ A(x)=\forall x\lnot \ A(x)}
In de intuïtionistische formele logica gelden equivalenties 1 en 3 niet van rechts naar links.

## Onechte kwantoren
Normaal gesproken wordt een kwantor enkel gebruikt voor logische predicaten, die dus alleen waar of onwaar als uitkomst kunnen hebben. Andere bondige notaties die variabelen binden, kan men ook als 'kwantoren' weergeven, hoewel dit dan geen 'echte' kwantoren zijn.
- telkwantor N: telt het aantal keren dat een bepaald predicaat waar is
- somkwantor Σ of S: bekender in een andere notatie als het sommatiesymbool
- productkwantor Π of P: bekender in een andere notatie als het productsymbool
- minimumkwantor MIN: de minimumwaarde van het argument over het domein van de kwantor
- maximumkwantor MAX: de maximumwaarde van het argument over het domein van de kwantor

Op deze wijze kan men allerhande kwantoren definiëren om op een bondige manier een uitspraak te noteren.